# Oscar Westerlund
Erik Oscar Westerlund, född 22 november 1888 i Stora Tuna församling, Kopparbergs län, död 17 mars 1952 i Sollentuna församling, Stockholms län, var en svensk fackföreningsledare (kommunist, senare socialdemokrat), uppvuxen i Borlänge. Från 1937 till 1948 var han förbundsordförande för Metallindustriarbetareförbundet (Metall). Under 1920-talet var Westerlund aktiv kommunist, Kilbomare, och blev som sådan 1922 utsedd till vice förbundsordförande, den då mest framträdande fackliga kommunisten i Sverige. Han utmanade gång på gång sittande förbundsordförande på kongresserna, men lyckades inte bli förbundsordförande under denna period.

## Biografi
Oscar Westerlund arbetade vid Domnarvets Jernverk, Nyhammars bruk och Vattenfalls verkstäder i Västerås. 1917 blev han medlem i Sverges socialdemokratiska vänsterparti (SSV), som 1921 bytte namn till Sveriges kommunistiska parti (SKP) och splittrades 1929. Westerlund följde då majoriteten, med bland andra Karl Kilbom, till det kommunistiska parti som kallades Kilbomskommunisterna.
Den 27 januari 1932 blev Westerlund utesluten ur det kommunistiska partiet, efter att han i Metalls avtalsdelegation under avtalsförhandlingarna som pågick vintern 1931/1932 upprepade gånger brutit mot partiets fackliga linje. 1937 följde han efter Kilbom, som även han blivit utesluten ur samma parti, och gick med i Socialdemokratiska arbetarepartiet (SAP). Som socialdemokrat gjorde Westerlund sig känd som ivrig bekämpare av kommunismen. Ett exempel är ett beslut som trädde i kraft i januari 1941 om att kommunister som är medlemmar i Metall inte skulle få ställa upp i fackliga val. Bakgrunden var att LO-ledningen, efter att Sovjetunionen attackerat Finland under vinterkriget, uppmanade medlemmar att inte välja kommunister till fackliga uppdrag, men Westerlund gick alltså ett steg längre. Sammanlagt uteslöts 34 kommunister ur Metall och kritiken växte inom förbundet. Kritiken växte också inom både LO-ledningen och hos framträdande socialdemokrater, vilket gjorde Westerlund rasande.
I februari 1944 togs förbudet inom Metall bort, men med förutsättningen "skärpt observation av kommunisternas och deras sympatisörers verksamhet inom förbundet". Under förbundskongressen senare samma år utgjordes en tredjedel av alla valda ombud av kommunister och i februari 1945 utbröt Metallstrejken. Strejken blev ett misslyckande, eftersom den lamslog verkstadsindustrin i fyra månader men ändå ledde till samma lönetillägg som övriga fackförbund erhållit utan strejk.
1948 efterträddes Westerlund av Arne Geijer som Metalls ordförande.